# 1564 w sztukach plastycznych
Wydarzenia w sztukach plastycznych i wizualnych w 1564 roku.

## Urodzili się
- 11 czerwca – Joseph Heintz (Starszy), szwajcarski malarz, kreślarz i architekt[1].
- Hans Rottenhammer, niemiecki malarz[2].
- Francisco Pacheco, hiszpański malarz i teoretyk sztuki[3].

## Zmarli
- 18 lutego – Michał Anioł Buonarroti, włoski rzeźbiarz, malarz, architekt i poeta[4].
- Domenico Campagnola, włoski malarz i grafik[5][6].